# Nepenthes sanguinea
Nepenthes sanguinea är en tvåhjärtbladig växtart som beskrevs av John Lindley. Nepenthes sanguinea ingår i släktet Nepenthes och familjen Nepenthaceae. Inga underarter finns listade i Catalogue of Life.

## Bildgalleri

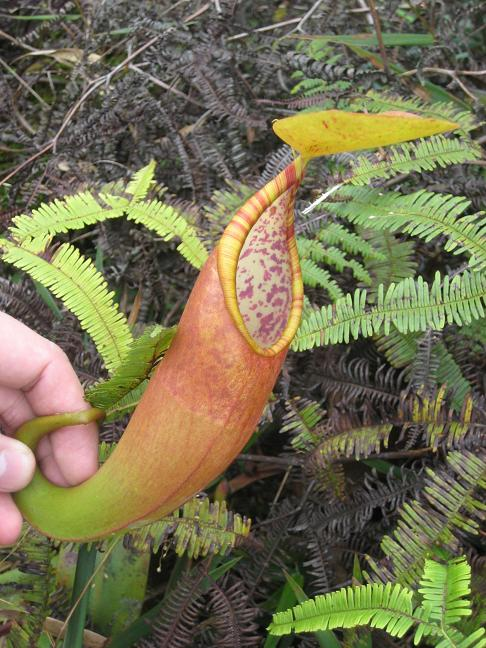
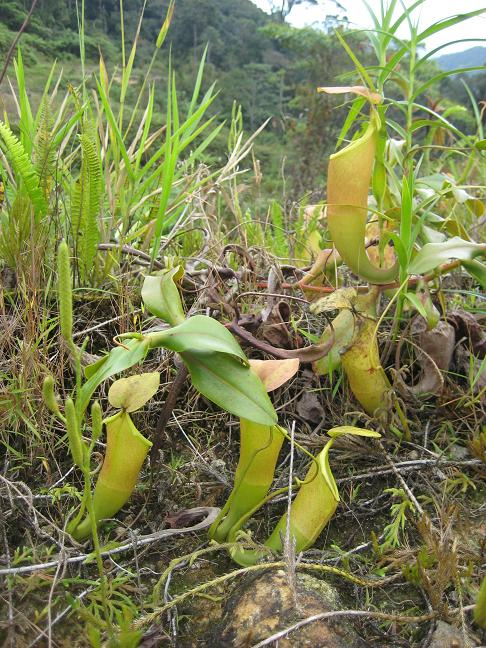
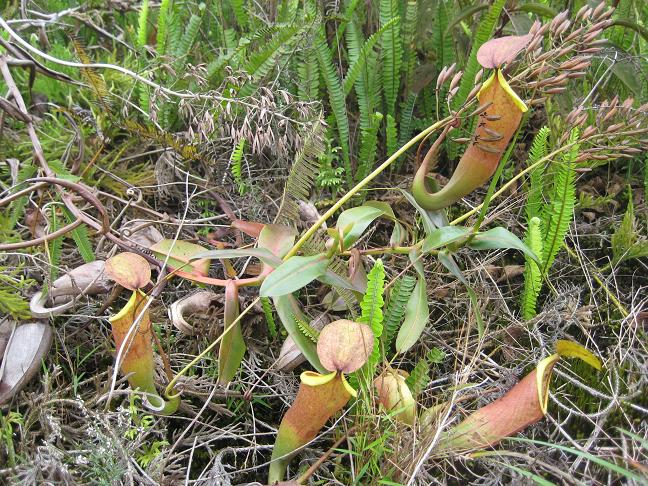
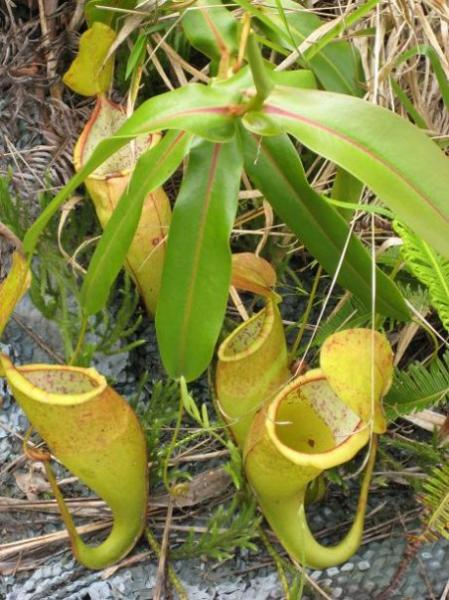
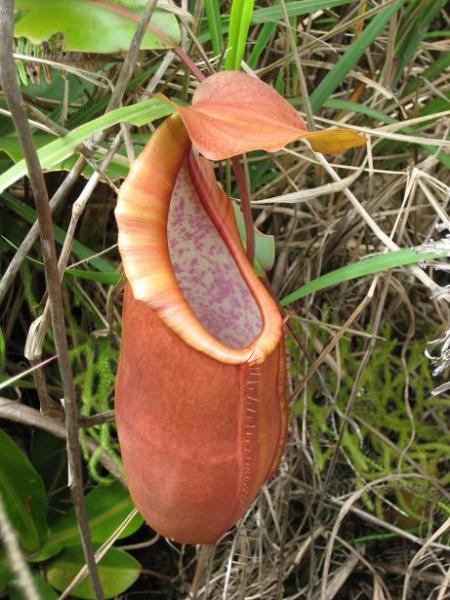
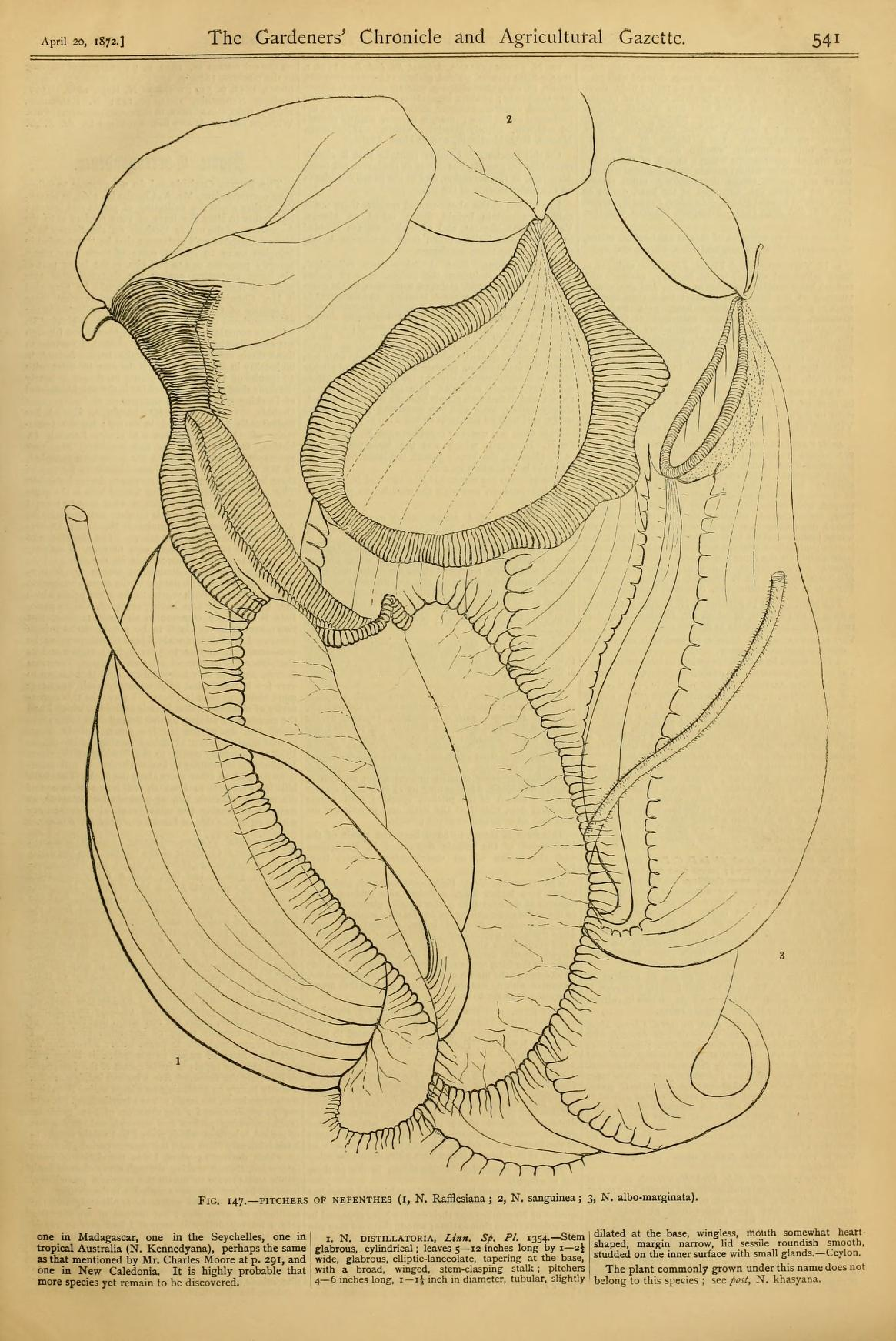
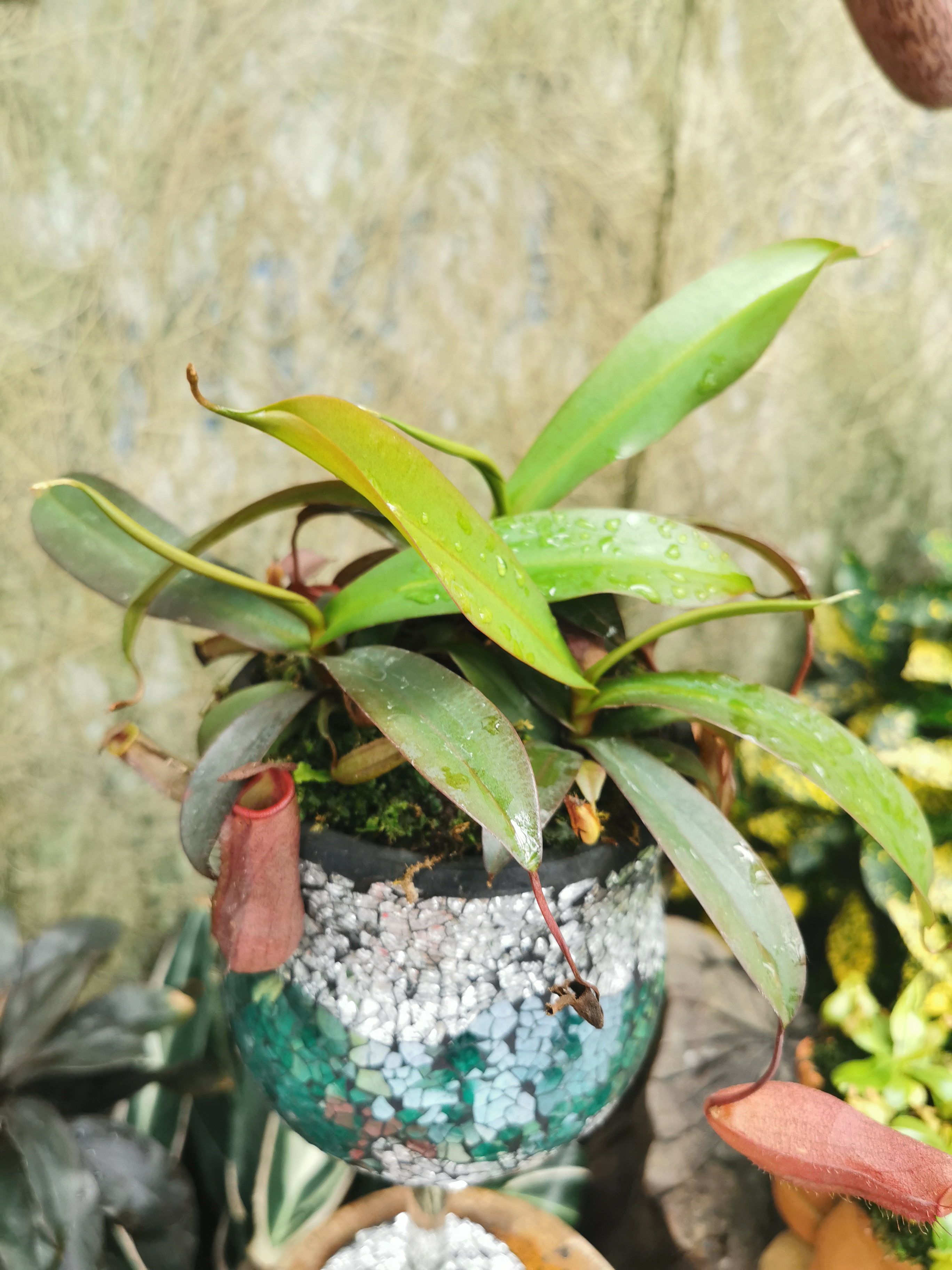